# Ormur Jónsson Svínfellingur
Ormur Jónsson Svínfellingur (m. 1241) fue un caudillo medieval y goði de Islandia en el siglo XIII. Era hijo de Jón Sigmundsson (1168 - 1212) de Valþjófsstaður y más tarde de Svínafell, su madre Þóru eldri (Thora la mayor, m. 1203) era hija de Guðmundr gríss Ámundason. Ormur tuvo su hacienda en Svínafell y luego en Skál á Síðu. Casó con Álfheiður Njálsdóttir (n. 1196) y tuvieron cuatro hijos: Þóra Ormsdóttir (n. 1219), Sæmundur Ormsson, que casó con Ingunn (hija de Sturla Sighvatsson), Guðmundur Ormsson (n. 1237), y Ormur Ormsson que nació tras la muerte de su padre y llegó a ser uno de los principales caudillos de la isla.
Inducido por Ögmundur Helgason, Sæmundur y Guðmundur murieron el 13 de abril de 1252 como se menciona en la saga de su clan familiar, la saga Svínfellinga.